# The Miracle Makers
The Miracle Makers er en amerikansk stumfilm fra 1923 af W.S. Van Dyke.

## Medvirkende
- Leah Baird som Doris Mansfield
- George Walsh som Fred Norton
- Edith Yorke som Mrs. Emma Norton
- George Nichols som Joe Mansfield
- Edythe Chapman som Mrs. Martha Mansfield
- Richard Headrick
- Mitchell Lewis som Bill Bruce